# دافيدي كاتانيو
دافيدي كاتانيو (بالإيطالية: Davide Cattaneo)‏ (23 يونيو 1982 في إيطاليا - ) هو لاعب كرة قدم إيطالي في مركز الدفاع. شارك مع منتخب إيطاليا تحت 18 سنة لكرة القدم. أما مع النوادي، فقد لعب مع إنتر ميلان ونادي بينيفينتو ونادي كريمونيسي ونادي مونزا وUSD Olginatese ‏ وبرو سيستو 1913 ونادي مونتيكياري وAC Meda 1913 ‏.

## وصلات خارجية
- دافيدي كاتانيو على موقع قاعدة بيانات كرة القدم.إي يو (الإنجليزية)
- دافيدي كاتانيو على موقع Soccerway.com (الإنجليزية)